# Arica
För andra betydelser, se Arica (olika betydelser).
Arica är en hamnstad i norra Chile och huvudstad och den största staden i regionen Arica y Parinacota. Folkmängden uppgår till cirka 200 000 invånare. På grund av sitt gynnsamma klimat är staden känd som "Den eviga vårens stad".
Staden liksom regionen erövrades av Chile från Peru under Stillahavskrigen, och inlemmades fullständigt i det chilenska territoriet år 1929. Den peruanska ultranationalismen kräver ännu att staden återlämnas. Arica fungerar också som Bolivias främsta hamn, eftersom landet inte har någon egen hamnstad.
Staden är näst Påskön Chiles varmaste plats sett till årsmedeltemperaturen. Medeltemperaturen är 22.5 grader i januari och februari och cirka 16 i juli och augusti, årsmedeltemperaturen är cirka 19 grader. Värmerekordet är 35 grader och köldrekordet 4 grader. Det regnar mycket sällan i stora mängder, ungefär vart tjugonde år.